# Magda Gad

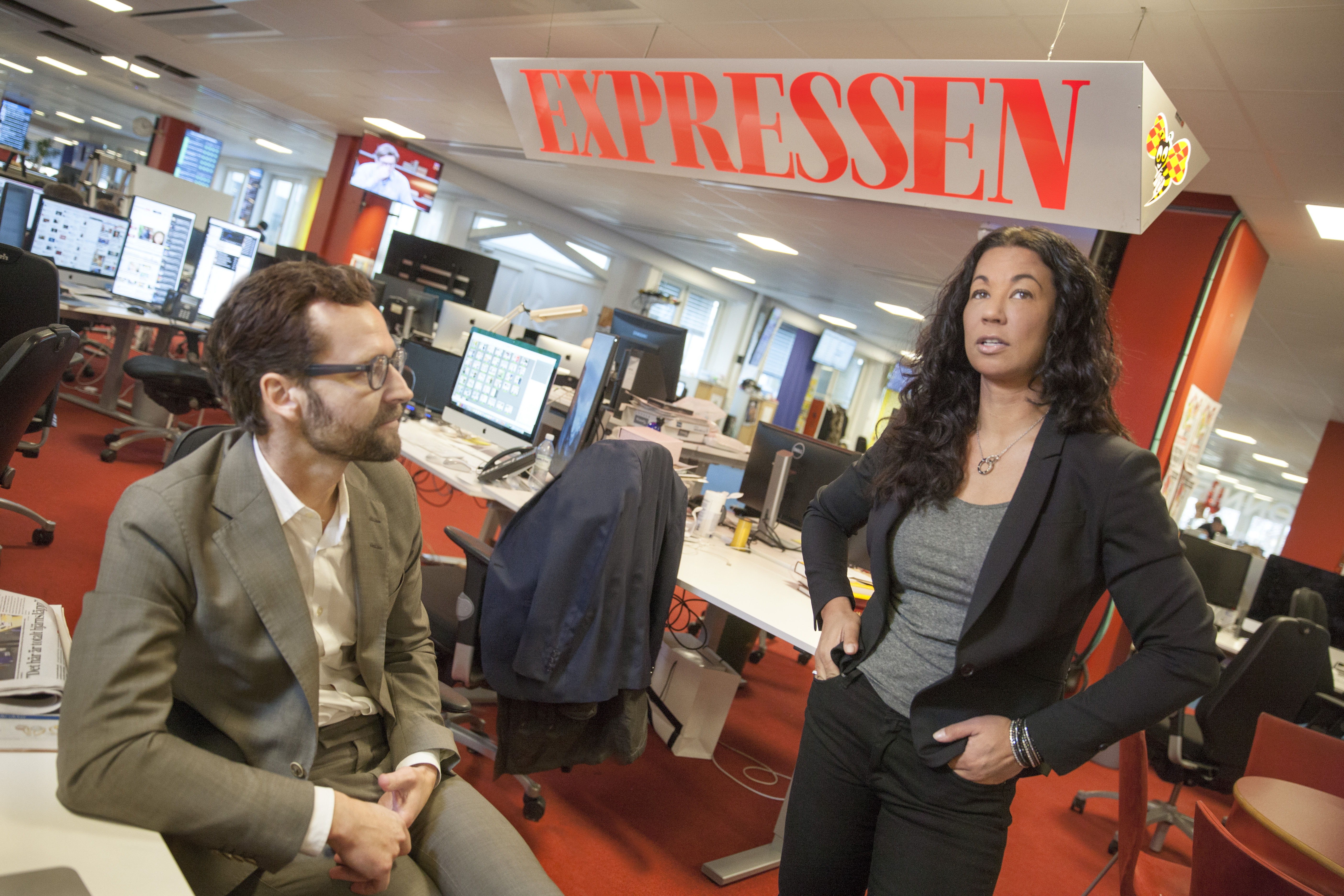
Magda Gad på Expressens redaktion 2016.

Magda Gad, född 17 oktober 1975 i Falun, är en svensk krigskorrespondent och Mellanösternanalytiker som skriver, fotograferar och filmar sina reportage. 
Hon har varit korrespondent för  Expressen sedan 2015 och även skrivit för tidningar som Vi, Café, Aftonbladet, Svenska Dagbladet, QX, Modern Psykologi och Läkartidningen.
Gad har gjort reportage från många delar av världen med fokus på krig och katastrofer, och konstaterar själv att hon vill ”lyfta fram det som mörklagts och ge en röst till människor som inte har en”.

## Biografi
Magda Gads far Adel Gad kommer från Egypten och studerade till läkare i London, där han träffade hennes mor Agneta Berg som arbetade som flygvärdinna för Pan Am. Hennes äldre bror föddes i London. Strax innan Magda Gad föddes flyttade familjen hem till Falun för att vara närmare släkten. Magda Gad har studerat bland annat statsvetenskap och journalistik på Poppius journalistskola i Stockholm. Hon är utvandrad sedan 2022 och bor i Dubai i Förenade Arabemiraten.

### Journalistik
1998 var Magda Gad med och startade Dagens Nyheters tjänst "DN Svar om Stockholm". 2004–2009 arbetade hon som journalist och redaktör för svenska magasin. 2010–2012 var Gad feature- och nyhetsjournalist för Aftonbladet. 2013–2014 arbetade hon som frilansande journalist och korrespondent för nyhetstidningar och magasin.
2013 gjorde Magda Gad reportage om barnslaveri i Etiopien och konflikten om blodsmineraler i Kongo. 2014–2015 rapporterade hon från Liberia under ebolaepidemin. 2015–2016 gjorde hon reportage om utanförskapsområden i Sverige och Rumänien, knarkkarteller i Honduras och kriget i Ukraina. 2016–2017 var Magda Gad stationerad i Irak, där hon rapporterade om kriget mot IS i Mosul och övriga konflikter i regionen. Hösten 2017 var hon i Syrien där hon rapporterade om kriget mot IS i ar-Raqqa.   
Våren 2018 gjorde Gad tv-dokumentärer från båda sidor av krigets Jemen, de Saudi-allierade styrkorna i syd och huthi-milisen i norr.  Hösten 2019 återvände Gad till Irak och Syrien. Där rapporterade hon om kriget mellan Turkiet och kurdiskledda styrkor i nordöstra Syrien, syriska regeringsstyrkor, IS-fångar och IS-familjer och krigsoffren i Raqqa. I december 2019 verkade hon i efterkrigstidens Mosul och från Bagdad, och rapporterade om protester och krigets efterdyningar.  2020 rapporterade Gad om Irak och Afghanistan samt om coronapandemin, Black Lives Matter-rörelsen och presidentvalet i USA.  Från september 2018 rapporterade Magda Gad från Afghanistan, och var en av få västerländska journalister som fick tillgång till talibankontrollerade områden och gjorde intervjuer med talibanledare och talibansoldater före övertagandet. Under talibanövertagandet i augusti 2021 var Gad den enda korrespondenten som inte evakuerades från Afghanistan och som rapporterade om Afghanistans fall till talibanerna. De övriga få journalister som stannade hade frilansuppdrag. Gad stannade även efter regimskiftet och fortsatte rapportera från Afghanistan under 2022.  2022 återvände Gad till Kongo och skrev en reportageserie om våldet mot kvinnor och flickor i östra Kongo och den nya IS-fronten i den nordöstra provinsen Ituri.
Som en av få journalister i världen rapporterade Gad 2022 från krigets Myanmar, där hon tillbringade en knapp månad i striderna vid frontlinjerna i den slutna militärdiktaturen.
2023 rapporterade Magda Gad om konflikt och klimatförändringar på Afrikas horn, med en inledande reportageserie om kriget och svältkatastrofen i Etiopien. Hon rapporterade om extremtorkan och internflykt i Somalia, och var en av få internationella journalister som var på plats i översvämningskatastrofen i Derna i Libyen.
2025 rapporterade Magda Gad om M23-rebellernas övertagande av Kivu-provinserna i östra Kongo-Kinshasa. I ett 22 sidor långt granskande reportage om gruvindustrin och smugglingen av mineraler till Rwanda och reportage om våldtäktsvågen.
I juli 2025 meddelade Gad att hon under hösten skulle starta en egen tidning med namnet GAD, där hon ska vara chefredaktör och krigskorrespondent. I samband med detta riktade hon kritik mot svenska mediers rapportering av Gazakriget. En tid senare initierade hon ett upprop där journalister och andra mediearbetare som skriver på kräver att palestinska journalister inte ska dödas och svältas ihjäl och att internationella journalister ska släppas in i Gaza. Uppropet publicerades i Expressen med över 500 påskrifter.

### Andra aktiviteter
Magda Gad har skrivit förordet till Nobels fredspristagaren Denis Mukweges bok Kvinnors styrka: Vad jag lärt mig av kampen på det sexuella våldets frontlinje (2022).
Gad är medförfattare till boken En annan historia, en antologi om kvinnor, och till boken Vi – de bästa texterna.
10 augusti 2017 sommarpratade Gad i Sommar i P1.
Gad är medgrundare till Blankspot, som är en användarfinansierad nyhetssajt med utrikesjournalistik, främst från platser med liten journalistisk bevakning.

## Priser och nomineringar
- 2015 vann Gad priset som Årets journalist av Svenska Tidskrifter.[24]
- 2016 vann Gad Cordelia Edvardson-priset.[25]
- 2016 tilldelades Gad Wendelas hederspris[26] för reportageserie från Rumänien tillsammans med fotograf Christoffer Hjalmarsson.
- 2016 tilldelades Gad silver i klassen the Distinguished Writing Award of the European Press Prize 2016 för reportageserie från Rumänien.[27]
- 2016 nominerades Gad till "Årets röst" av Stora Journalistpriset.[28]
- 2017 vann Gad kategorin "Årets avslöjare" 2017 av Faktum.[29]
- 2017 nominerades Gad till Guldspaden tillsammans med medarbetare för reportageserien "Utanförskapet inifrån" i kategorin "Nytänkare".[30]
- 2017 nominerades Gad till "Best Use of Social Media" i gruppen "Global/National Brands" av INMA med motiveringen: “Magda Gad – World-Class War Coverage and Interaction on Facebook”.[31]
- 2017 nominerades Gad till "Årets förnyare" av Meg Awards.[32]
- 2017 vann Gad Per Wendel-priset[33] för Årets nyhetsjournalist.
- 2017 vann Gad Stora Journalistpriset i klassen "Årets förnyare".[34]
- 2018 nominerades Gad till European Digital Media Awards i klassen "Best in Social Media Engagement" och fick ett särskilt omnämnande.[35]
- 2018 vann Gad tv-priset Kristallen i kategorin "Årets förnyare".[36]
- 2018 vann Gad i egenskap av krigskorrespondent European Newspaper Award i kategorin "Social Media".[37]
- 2019 nominerades Gad tillsammans med fotograf Niclas Hammarström till Röda korsets journalistpris för reportageserien "Under Burkan".[38]
- 2019 vann Gad kategorin "Årets röst" av Dagens Opinion för rapportering om kvinnors situation i Afghanistan.[39]
- 2019 nominerades Gad till "Årets Branschpersonlighet" av Stockholm Media Award.[40]
- 2019 nominerades Gad och fotograf Niclas Hammarström till tv-priset Kristallen i kategorin "Årets fakta och samhällsprogram" för reportageserien "Under burkan".[41]
- 2019 tilldelades Gad hedersmedaljen i brons från Nordiska veteranförbunden.[42]
- 2020 nominerades Gad till "Årets ljud och bild" i tävlingen Årets Dagstidning för hennes reportageserie "Talibanerna inifrån".[43]
- 2020 tilldelades Gad Stig Dagerman-priset.[44]
- 2020 vann Gad Tidningsutgivarnas pris Årets dagstidning för bästa Ljud och Bild 2020 för minidokumentärerna om talibanerna i Afghanistan.[45]
- 2020 vann Gad utmärkelsen Årets digitala utbildare från Consid AB.[46]
- 2021 tilldelades Gad Pennskaftspriset för rapportering från Afghanistan.[47]
- 2021 nominerades Gad till Stora Journalistpriset i klassen "Årets röst" för rapportering från talibanövertagandet i Afghanistan.[48]
- 2022 vann Gad ”Årets bildjournalistik” av Årets Dagstidning för rapportering av talibanövertagandet i Afghanistan.[49]
- 2022 utnämndes Gad till ”Årets Yrkeskvinna” av den internationella kvinnliga organisationen BPW.[50]
- 2022 blev Gad finalist i kategorin ”Video” av det internationella mediapriset INMA för rapportering från talibanövertagandet i Afghanistan.[51]
- 2023 utsågs Gad till hedersdoktor vid högskolan Dalarna för sitt journalistiska arbete.[52]
- 2023 tilldelades Gad priset till Zaida Cataláns ära för arbete i bland annat Afghanistan och Kongo.[53]
- 2024 nominerades Gad till Röda Korsets Journalistpris för klimatrapportering från Somalia. [54]